# عتمانیه
عتمانیه (به عربی: العتمانیة) یک منطقهٔ مسکونی در مصر است که در بداری واقع شده‌است.